# Deutsches Mennonitisches Missionskomitee
Das Deutsche Mennonitische Missionskomitee (DMMK) mit Sitz in Karlsruhe ist eine mennonitische Missionsgesellschaft. Sie wurde im Jahr 1951 von deutschen Mennonitengemeinden gegründet. Bereits 1955 konnte das erste Missionsprojekt auf Java initiiert werden. Heute arbeiten Missionare des Mennonitischen Missionskomitee unter anderem in Ecuador, Russland und Zentralasien. Sie unterstützen einheimische Gemeinden oder leisten konkrete Entwicklungshilfe beispielsweise im sozialen und medizinischen Sektor. Auch in Deutschland hat das DMMK Gemeindeprojekte initiiert.
In Zusammenarbeit mit anderen mennonitischen Werken wie dem Mennonitischen Friedenskomitee unterhält das DMMK das Freiwilligenprogramm Christliche Dienste. Neben der praktischen Arbeit vor Ort will das DMMK auch ein stärkeres Bewusstsein für Mission und Evangelisation in den örtlichen Gemeinden fördern. Die Arbeit des DMMK wird vor allem über Spenden finanziert.